# Aquae Novae in Numidia
Aquae Novae in Numidia (łac. Dioecesis Aquenovensis in Numidia) – stolica historycznej diecezji w Cesarstwie Rzymskim (prowincja Numidia), współcześnie w Algierii. Wzmiankowana po raz pierwszy pod koniec V wieku. Obecnie katolickie biskupstwo tytularne.

## Biskupi tytularni
| Lp. | Biskup                               | Funkcja                                              | Od                | Do                   |
| --- | ------------------------------------ | ---------------------------------------------------- | ----------------- | -------------------- |
| 1   | Douglas Warren                       | biskup pomocniczy Wilcannia-Forbes (Australia)       | 16 czerwca 1964   | 26 września 1967     |
| 2   | Samuel Silverio Buitrago Trujillo CM | biskup pomocniczy Manizales (Kolumbia)               | 11 grudnia 1968   | 18 grudnia 1972      |
| 3   | Albano Bortoletto Cavallin           | biskup pomocniczy Kurytyby (Brazylia)                | 14 czerwca 1973   | 24 października 1986 |
| 4   | Tito Solari SDB                      | biskup pomocniczy Santa Cruz de la Sierra (Kolumbia) | 16 grudnia 1986   | 7 marca 1998         |
| 5   | Francisco Javier Múnera Correa IMC   | wikariusz apostolski San Vicente (Kolumbia)          | 28 listopada 1998 | 30 maja 2019         |
| 6   | Léon Wagener                         | biskup pomocniczy Luksemburga                        | 24 lipca 2019     |                      |